# Africa Cup Sevens 2018
La Africa Cup Sevens de 2018 fue la séptima edición del principal torneo de rugby 7 masculino de África.

## Fase de grupos

### Grupo A
| Equipo    | Encuentros | Encuentros | Encuentros | Encuentros | Tantos  | Tantos    | Tantos     | Puntos |
| Equipo    | jugados    | ganados    | empatados  | perdidos   | a favor | en contra | diferencia | Puntos |
| --------- | ---------- | ---------- | ---------- | ---------- | ------- | --------- | ---------- | ------ |
| Kenia     | 2          | 2          | 0          | 0          | 90      | 0         | +90        | 6      |
| Marruecos | 2          | 1          | 0          | 1          | 24      | 41        | -17        | 4      |
| Botsuana  | 2          | 0          | 0          | 2          | 0       | 73        | -73        | 2      |

### Grupo B
| Equipo  | Encuentros | Encuentros | Encuentros | Encuentros | Tantos  | Tantos    | Tantos     | Puntos |
| Equipo  | jugados    | ganados    | empatados  | perdidos   | a favor | en contra | diferencia | Puntos |
| ------- | ---------- | ---------- | ---------- | ---------- | ------- | --------- | ---------- | ------ |
| Uganda  | 2          | 2          | 0          | 0          | 76      | 0         | +76        | 6      |
| Senegal | 2          | 1          | 0          | 1          | 24      | 43        | -19        | 4      |
| Ghana   | 2          | 0          | 0          | 2          | 12      | 69        | -57        | 2      |

### Grupo C
| Equipo   | Encuentros | Encuentros | Encuentros | Encuentros | Tantos  | Tantos    | Tantos     | Puntos |
| Equipo   | jugados    | ganados    | empatados  | perdidos   | a favor | en contra | diferencia | Puntos |
| -------- | ---------- | ---------- | ---------- | ---------- | ------- | --------- | ---------- | ------ |
| Zimbabue | 2          | 2          | 0          | 0          | 60      | 5         | +55        | 6      |
| Túnez    | 2          | 1          | 0          | 1          | 36      | 36        | 0          | 4      |
| Mauricio | 2          | 0          | 0          | 2          | 10      | 65        | -55        | 2      |

### Grupo D
| Equipo     | Encuentros | Encuentros | Encuentros | Encuentros | Tantos  | Tantos    | Tantos     | Puntos |
| Equipo     | jugados    | ganados    | empatados  | perdidos   | a favor | en contra | diferencia | Puntos |
| ---------- | ---------- | ---------- | ---------- | ---------- | ------- | --------- | ---------- | ------ |
| Madagascar | 2          | 2          | 0          | 0          | 45      | 31        | +14        | 6      |
| Zambia     | 2          | 1          | 0          | 1          | 40      | 26        | +14        | 4      |
| Namibia    | 2          | 0          | 0          | 2          | 26      | 54        | -28        | 2      |

## Fase Final

#### Copa de oro
|  | Cuartos de final | Cuartos de final | Cuartos de final |            |        | Semifinales | Semifinales | Semifinales |            |              | Copa         | Copa         | Copa |  |
|  |                  |                  |                  |            |        |             |             |             |            |              |              |              |      |  |
|  |                  |                  |                  |            |        |             |             |             |            |              |              |              |      |  |
|  | Kenia            | Kenia            | 3                |            |        |             |             |             |            |              |              |              |      |  |
|  | Kenia            | Kenia            | 3                |            |        |             |             |             |            |              |              |              |      |  |
|  | Zambia           | Zambia           | 7                |            |        |             |             |             |            |              |              |              |      |  |
|  | Zambia           | Zambia           | 7                |            | Kenia  | Kenia       | 36          |             |            |              |              |              |      |  |
|  |                  |                  |                  |            | Kenia  | Kenia       | 36          |             |            |              |              |              |      |  |
|  |                  |                  | Madagascar       | Madagascar | 5      |             |             |             |            |              |              |              |      |  |
|  | Madagascar       | Madagascar       | Madagascar       | Madagascar | 5      | 33          |             |             |            |              |              |              |      |  |
|  | Madagascar       | Madagascar       |                  |            |        |             |             |             |            |              |              |              |      |  |
|  | Marruecos        | Marruecos        | 10               |            |        |             |             |             |            |              |              |              |      |  |
|  | Marruecos        | Marruecos        | 10               |            |        |             |             |             |            | Kenia        | Kenia        | 5            |      |  |
|  |                  |                  |                  |            |        |             |             |             |            | Kenia        | Kenia        | 5            |      |  |
|  |                  |                  | Zimbabue         | Zimbabue   | 17     |             |             |             |            |              |              |              |      |  |
|  | Uganda           | Uganda           | Zimbabue         | Zimbabue   | 17     | 14          |             |             |            |              |              |              |      |  |
|  | Uganda           | Uganda           |                  |            |        |             |             |             |            |              |              |              |      |  |
|  | Túnez            | Túnez            | 10               |            |        |             |             |             |            |              |              |              |      |  |
|  | Túnez            | Túnez            | 10               |            | Uganda | Uganda      | 19          |             |            | Tercer lugar | Tercer lugar | Tercer lugar |      |  |
|  |                  |                  |                  |            | Uganda | Uganda      | 19          |             |            | Tercer lugar | Tercer lugar | Tercer lugar |      |  |
|  |                  |                  | Zimbabue         | Zimbabue   | 24     |             |             |             |            |              |              |              |      |  |
|  | Zimbabue         | Zimbabue         | Zimbabue         | Zimbabue   | 24     | 19          |             |             | Madagascar | Madagascar   | 19           |              |      |  |
|  | Zimbabue         | Zimbabue         |                  |            |        |             |             |             | Madagascar | Madagascar   | 19           |              |      |  |
|  | Senegal          | Senegal          | 0                |            |        |             |             |             |            |              | Uganda       | Uganda       | 24   |  |
|  | Senegal          | Senegal          | 0                |            |        |             |             |             |            |              | Uganda       | Uganda       | 24   |  |
|  |                  |                  |                  |            |        |             |             |             |            |              |              |              |      |  |

| Bandera de Zimbabue |
| Campeón Zimbabue    |
| Segundo título      |